# 深海巨大現象

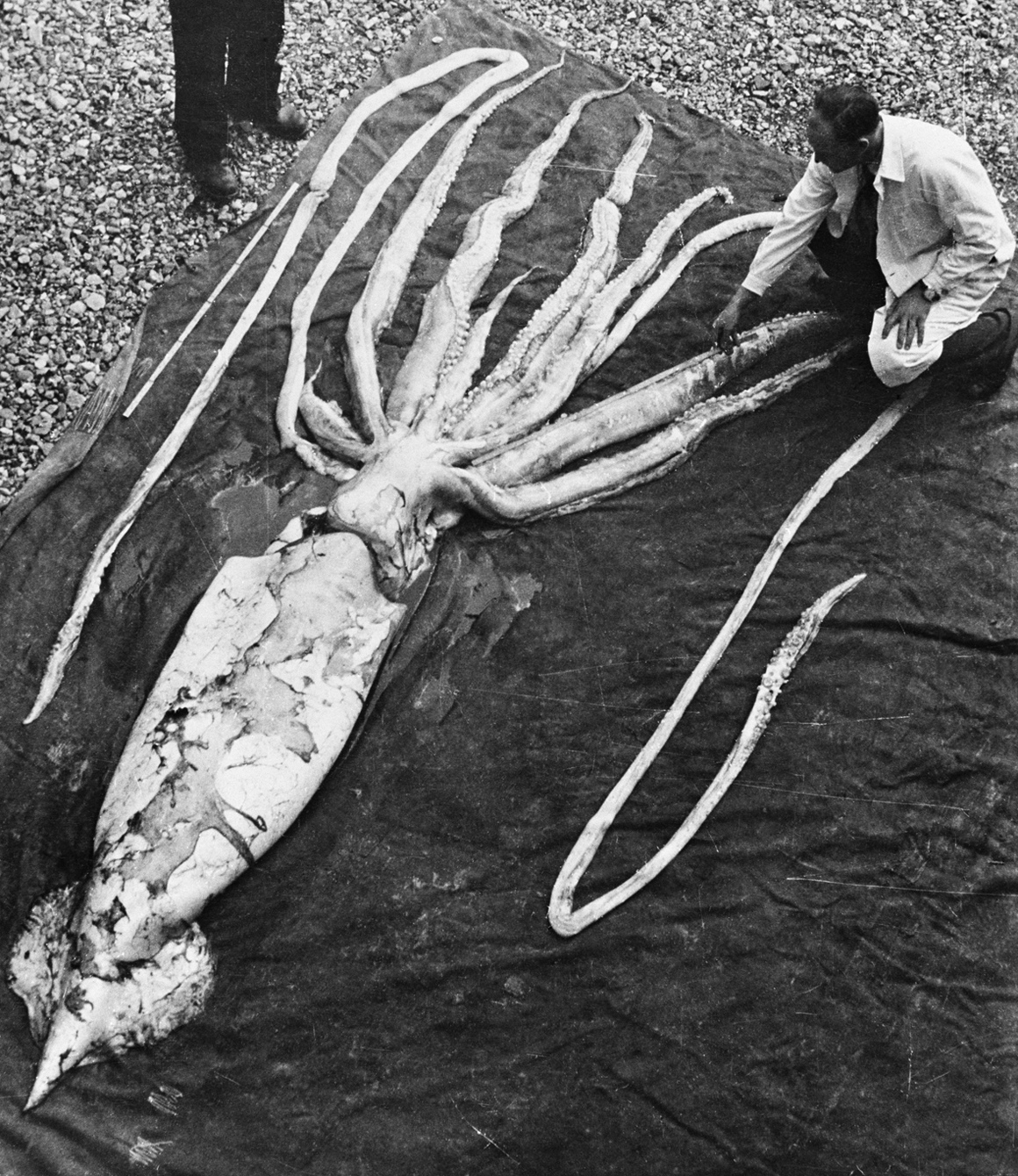
一隻被沖上挪威海岸、身長達9公尺（30英呎）的巨烏賊。牠是世界上第二大的頭足綱生物。

在生物學中，深海巨大現象（英語：Deep-sea gigantism／Abyssal gigantism，或稱為深海巨人現象）指的是許多無脊椎生物或其他棲息於深層海域的生物，其體型通常較棲居於淺層海域的同種類生物為大的現象。這種現象的典型例證如甘氏巨螯蟹、皇帶魚（皇帶魚科下的一種，身長可達12公尺）、深水尾魟、七胳膊章魚、大王酸漿魷（身長可達14公尺）、巨烏賊（身長可達13公尺）、廣鰭八腕魷等。然而，部分於深海區域被發現的生物（如小頭睡鯊及太平洋睡鯊等）則不會被認為是深海巨大現象的具體範例，因為這些生物有時會移動至淺層水域，而且牠們的體積亦不一定較其淺層水域近親為大。

## 成因
科學家至今仍無法釐清導致深海巨大現象的具體成因，因此學理上針對此現象有諸多解釋，例如食物資源稀缺（因而造成深海生物較晚發育成熟，進而導致體型增大）、深層海域下巨大的壓力等，但亦有可能是其他原因所致。
在甲殼亞門的例證中，科學家認為其體型的增大與伯格曼法則中，動物體型隨緯度而增大的原因是相同的：兩者體型的擴張均伴隨著週遭環境溫度的下降。這種隨著深度而致使體型有所變化的現象已在磷蝦目、十足目、等足目以及端足目等類型的生物身上被觀察到；而隨緯度上升而使體形增大的現象亦在同類型的生物群中被驗證。溫度的下降被認為會使細胞體積增大，並同時增加壽命，而這兩者均可能造成生物體型的極端巨大化（例如甲殼亞門生物終其一生均會不斷增長，並可能因此造成巨大的體型）。在北極及南極海域，垂直溫度的梯度減少，生物體型因深度而增加的趨勢卻也相對不明顯，此現象也支持生物體型巨化與低溫有關。
溫度變因似乎對於巨型管蟲體積的變化較無影響。巨型管蟲主要棲息於深海熱泉附近，其周遭環境溫度約為2～30°C，而其身長可達2.7公尺；這與棲息於洋底冷泉周圍羽織蟲屬的管蟲（Lamellibrachia luymesi）的體型相似。然而，前者（Riftia pachyptila）有著較快的生長速率，其壽命亦為較短的2年，而後者（Lamellibrachia luymesi）的生長卻相當緩慢，而且壽命可長達250年。

## 圖集

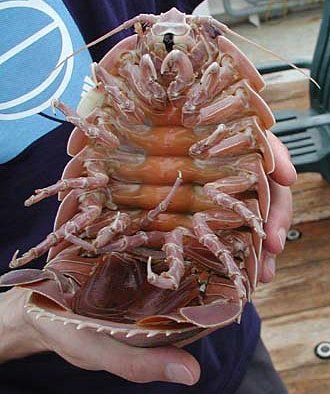
一隻大王具足蟲（Bathynomus giganteus），身長可達0.76公尺（2.5英呎）。
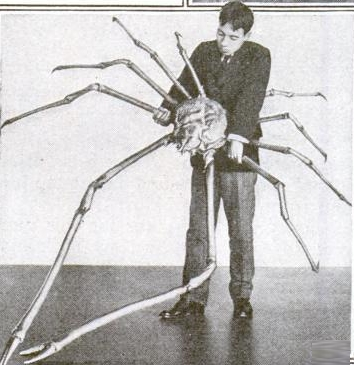
一隻甘氏巨螯蟹，其腳全部展開可達3.7公尺長（12英呎）。
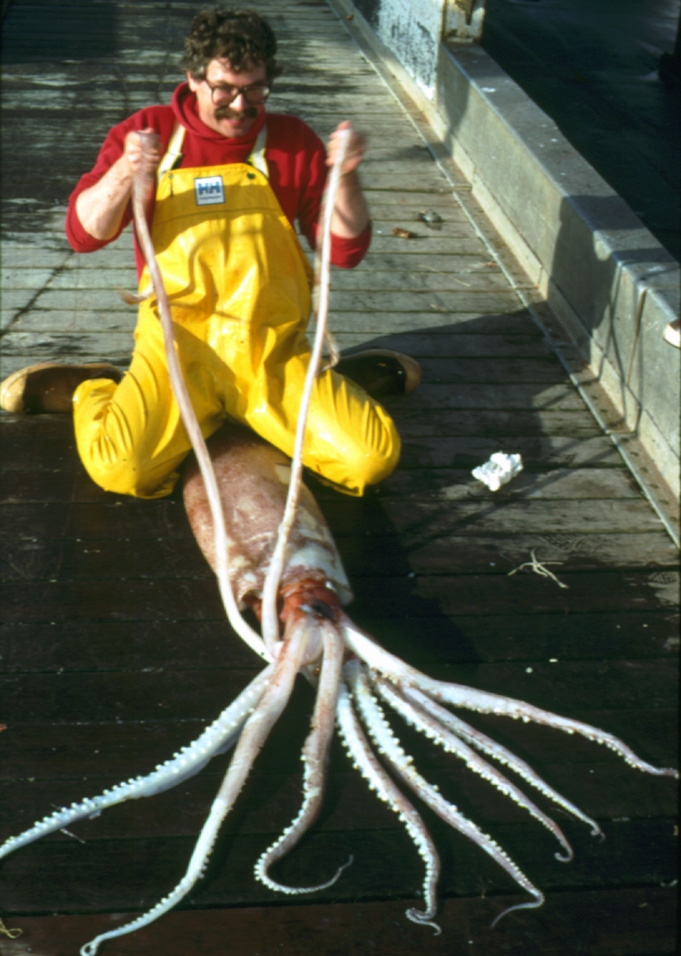
一隻於阿拉斯加捕獲的力士東洋鉤魷（robust clubhook squid／Onykia robusta），其套膜可長達2公尺（6.6英呎）
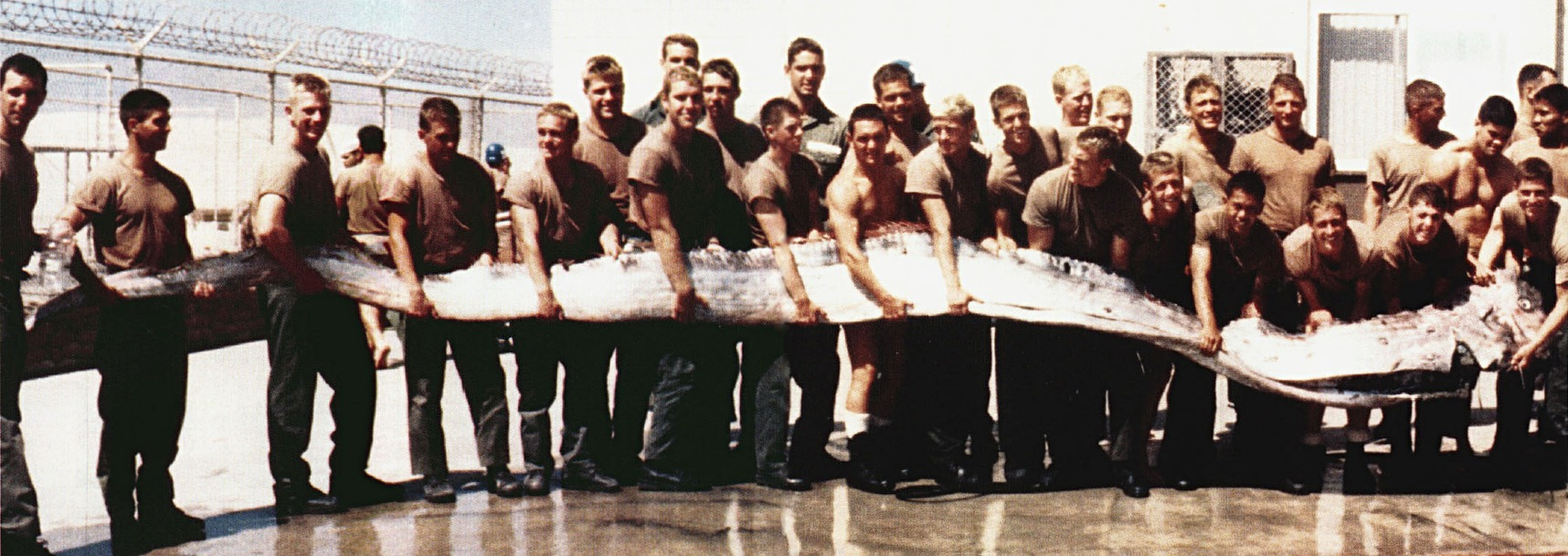
美國海軍海豹部隊展示一隻身長7公尺（23英呎）皇帶魚，於加州捕獲。

## 外部連結
- Science Daily: Midgets and giants in the deep sea （页面存档备份，存于）